# سن رافائل، ور
شهر سن رافائل، ور (به فرانسوی: Saint-Raphaël, Var) یک کمون در شهرستان ور در ناحیه پروانس آلپ-کوت دازور با جمعیت ۳۳٬۸۰۴ نفر در کشور فرانسه واقع شده‌است

## نگارخانه

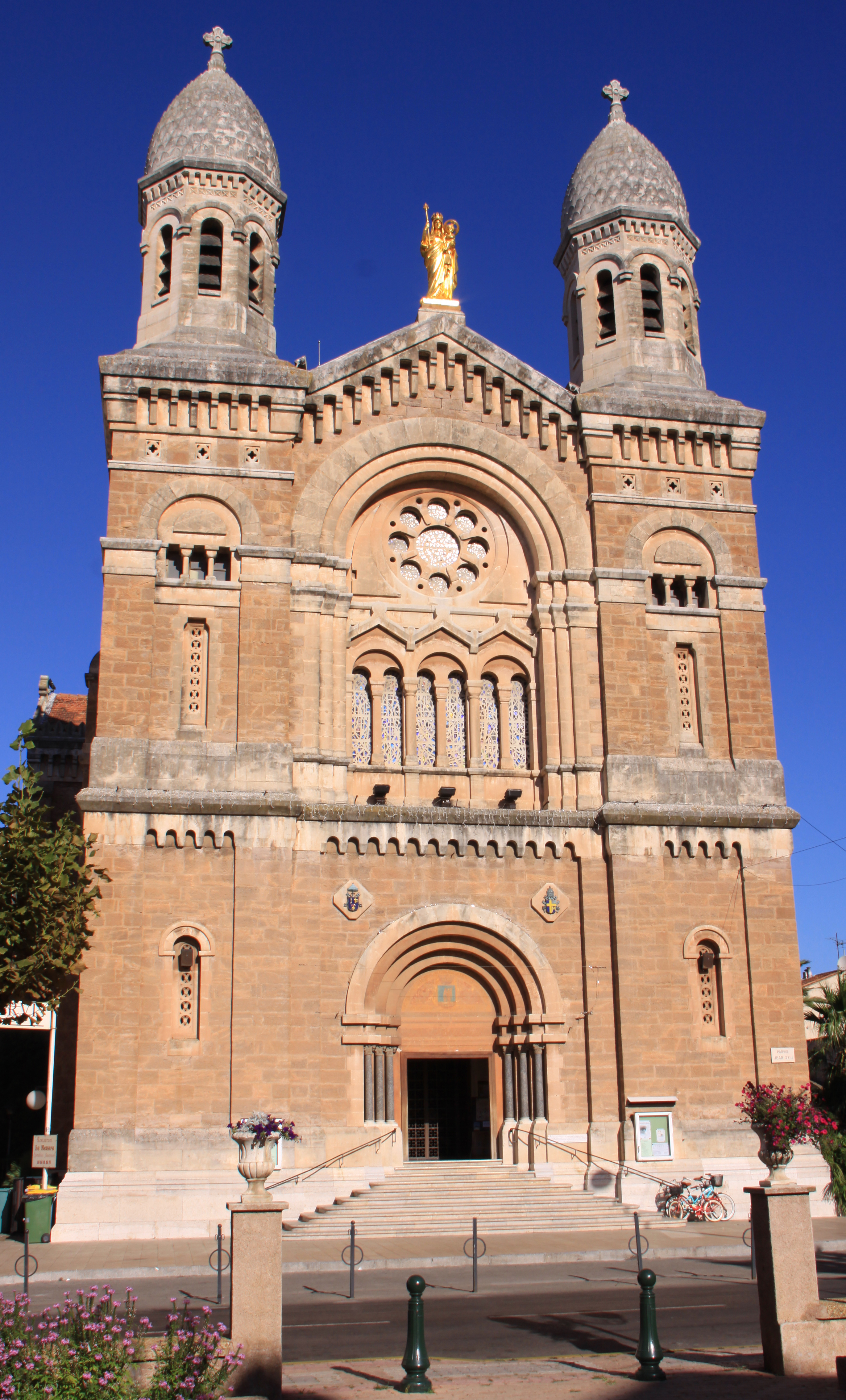
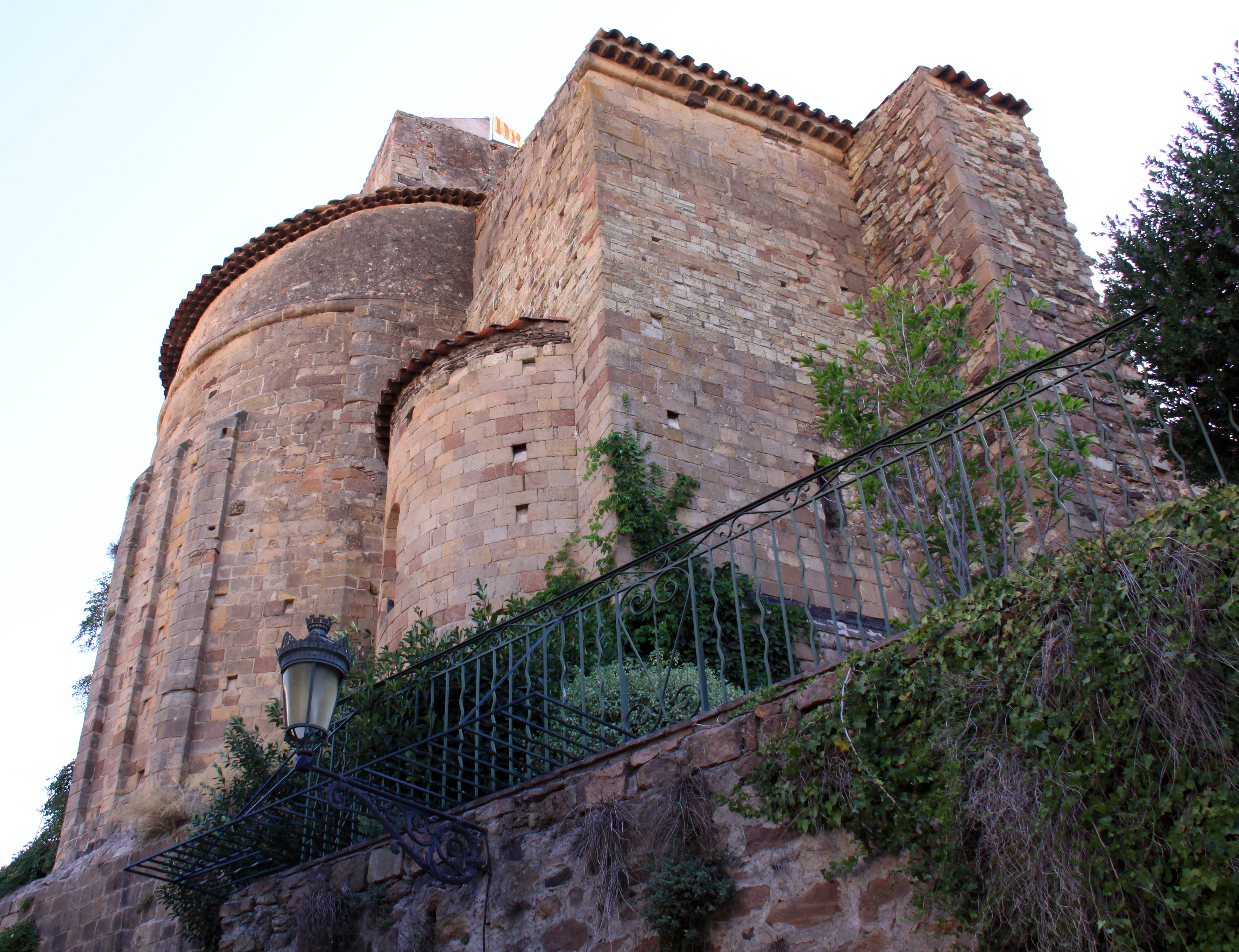
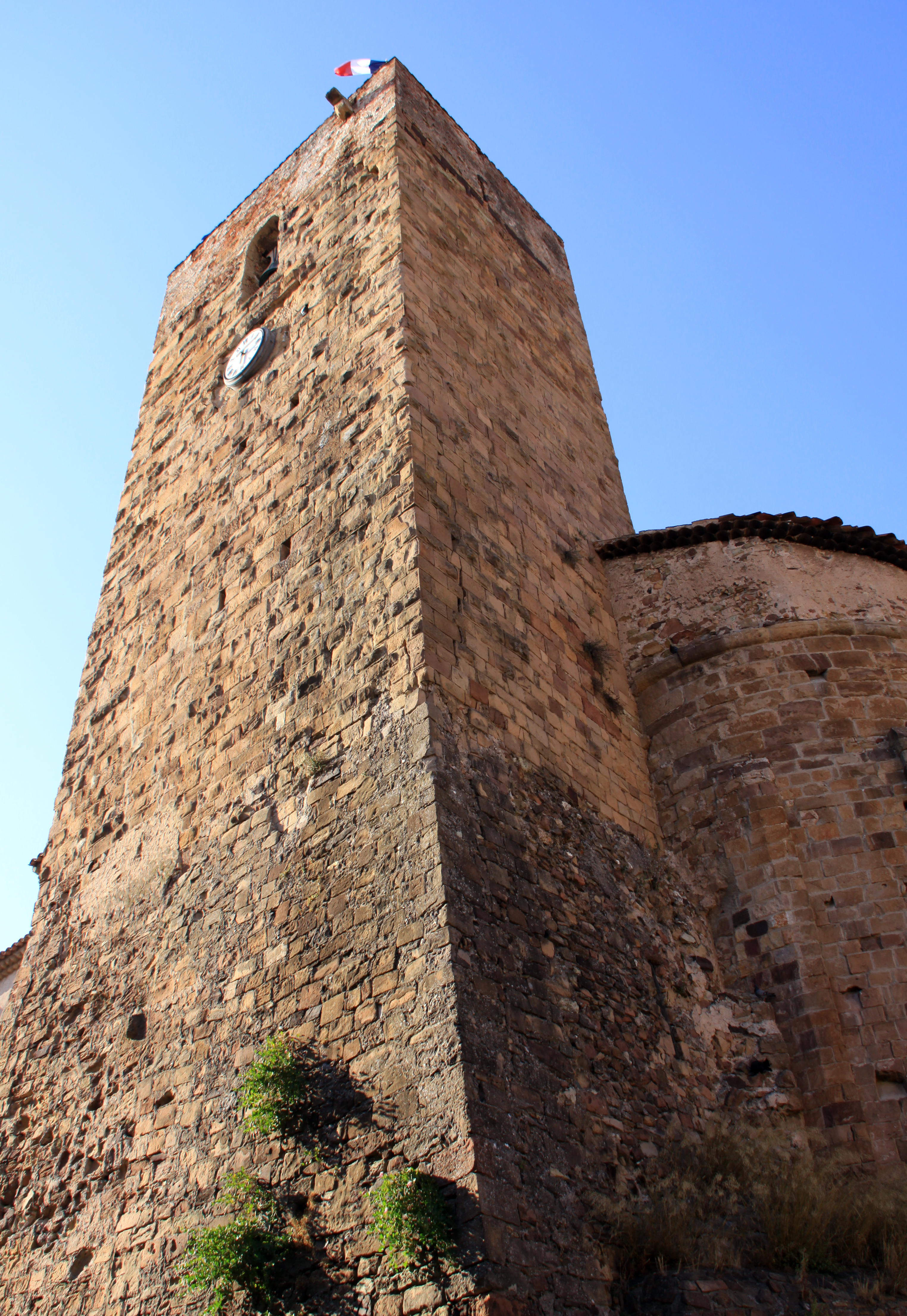
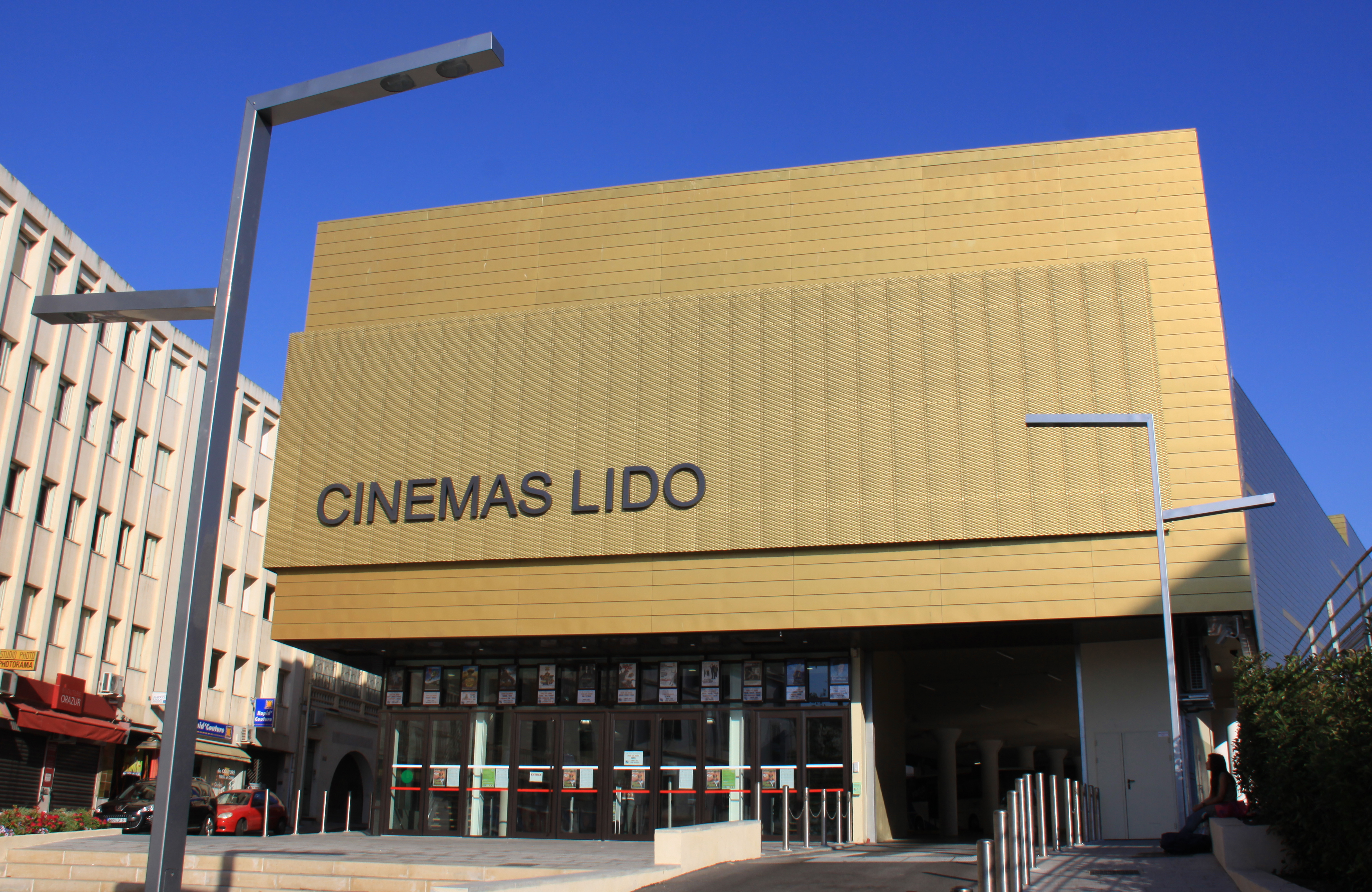
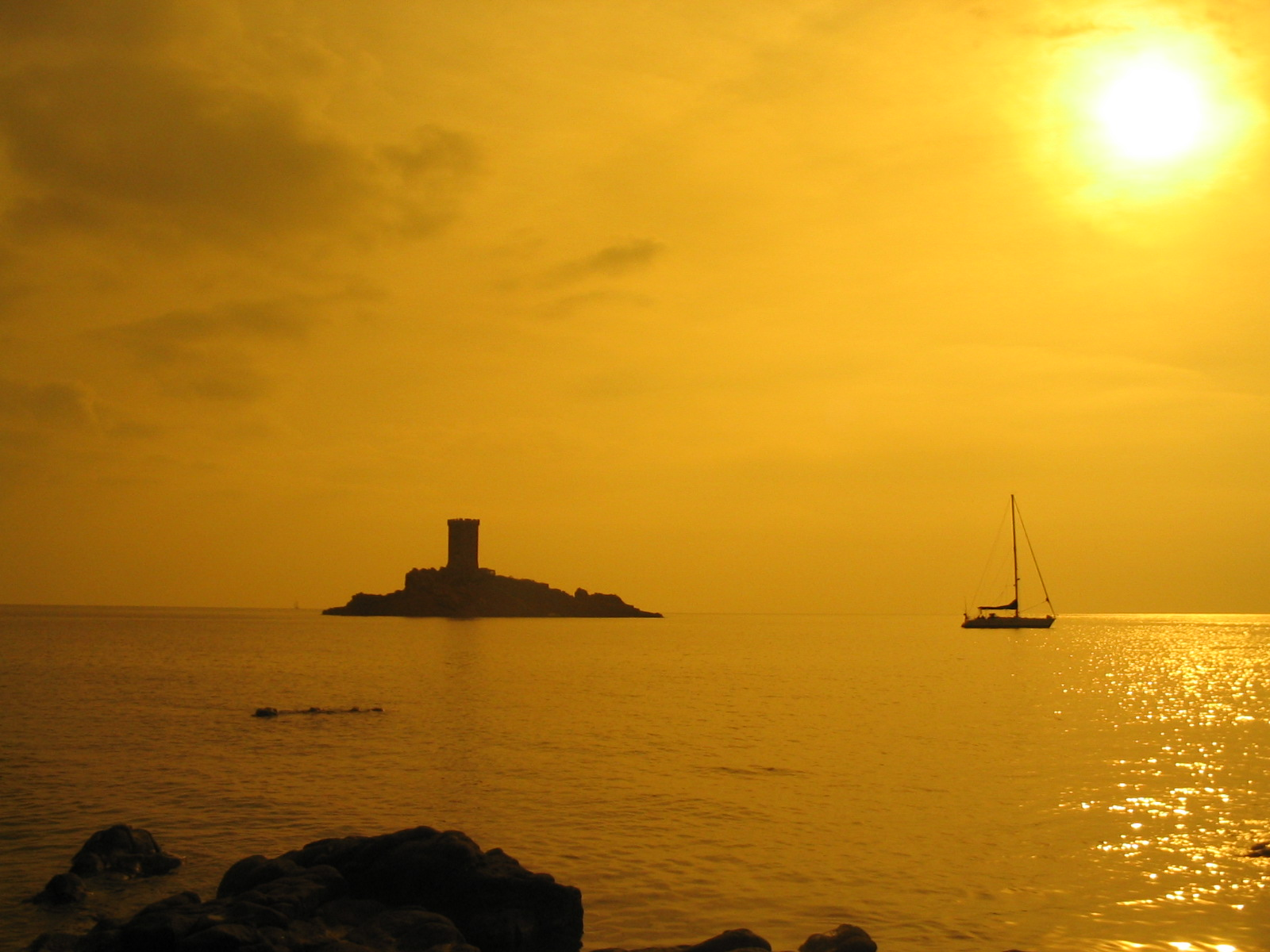